# Axis and Allies: Pacific
Axis and Allies: Pacific är en version av strategispelet Axis and Allies men spelplanen omfattar östra Asien och stilla havet. Spelbara länder är USA (som även hanterar Kina), Storbritannien (som hanterar Indien och Australien), och Japan. Målet är för japanerna att erövra någon allierad huvudstad, det vill säga territorierna "Indien", "Sydöstra Australien" eller "västra USA", alternativt nå 22 Victory points. Målet för de allierade är att erövra Japan eller få ner Japans inkomster till under 10.
Man har infört två typer av konvojer. Den ena ger poäng till de allierade men om Japan besätter en konvojruta så räknas poängen bort. Den andra blockerar ett landområde så att det landområdets poäng inte tillfaller den som äger territoriet.
Nya fabriker kan bara byggas av USA. USA förfogar över en specialenhet: marines.
Kostnader för olika truppslag är samma som i originalspelet.